# Torre Pretoria (Cesenatico)
La Torre Pretoria era una torre costiera di avvistamento costruita nel 1597 a Cesenatico. Venne distrutta a seguito del bombardamento della flotta inglese durante le guerre napoleoniche nel 1809 e se ne perse memoria fino a quando, durante i lavori di ristrutturazione della pavimentazione di una piazza nel 2001, ne vennero ritrovate le fondamenta.

## Storia
La costruzione fu completata nel 1597 su progetto dell'architetto Francesco Masini e fungeva, oltre che come elemento difensivo, anche come residenza del Podestà del Porto. All'epoca della sua costruzione il sito scelto, in corrispondenza del molo di levante, corrispondeva alla fine del centro abitato. Venne costruita al fine di garantire un punto di osservazione per scorgere in tempo l'arrivo dei pirati che a quel tempo minacciavano le città sulle costa adriatica. I pirati erano turchi che si erano stabiliti sulle coste nordafricane e che, periodicamente, durante la primavera e l'estate, organizzavano scorrerie usando imbarcazioni veloci con le quali aggredivano anche navi e pescherecci e con le quali si spingevano nell'entroterra per depredare e rapire gli abitanti per chiederne un riscatto o per venderli come schiavi. La costruzione fungeva anche da caserma con un presidio militare che probabilmente aveva anche compiti di ordine pubblico. Venne distrutta nel 1809 a seguito del bombardamento della flotta inglese durante le guerre napoleoniche.

## Descrizione
La torre è rappresentata in alcune antiche opere d'arte come ad esempio in un'incisione del 1776 realizzata da Sebastiano Sassi che riproduce una veduta di Cesenatico. Era composta da tre piani e si sviluppava su una pianta quadrata di tredici metri di lato per un'altezza di circa 18 metri; in cima alla costruzione, oltre alle finestre di avvistamento, vi erano due cannoni, uno verso il mare e uno verso terra; in caso di necessità v'era la possibilità di tendere delle catene per impedire l'attracco alle navi dei pirati o a quelle sospettate di poter diffondere epidemie. Al primo e al secondo piano vi erano quattro finestre quadrate su ogni lato e vi erano ospitati gli appartamenti del potestà; al terzo piano vi erano le aperture per l'avvistamento. La costruzione era coperta da un tetto a piramide. Al pianterreno vi era una rampa esterna che conduceva, tramite un portale ad arco, all'interno, dove si trovava una stanza d'ingresso, la cucina e il posto di guardia.